# アンドレイ・スタドニク
アンドレイ・スタドニク（Andriy Stadnik、1982年4月15日 - ）は、ウクライナのレスリング選手。2008年北京オリンピックレスリングフリースタイル66kg級の銀メダリストである。妻は同じレスリング選手のマリヤ・スタドニクである。

## 実績
- オリンピック
  - 2008年北京オリンピック　銀メダル
- 世界選手権
  - 3位　2006年
- ヨーロッパ選手権
  - 3位　2005年